# HLD 64
De HLD 64 is een reeks diesellocomotieven van de NMBS. De NMBS had behoefte aan lichte diesellocomotieven voor de secundaire lijnen. Deze kleine serie werd besteld om proeven te nemen met dieselhydraulische overbrenging en was motorisch verder identiek aan de serie HLD 60. Qua uiterlijk deed hun neus veeleer denken aan de HLD 51.
Oorspronkelijk waren ze genummerd van 211.001-211.006. In 1971 werden ze hernummerd naar 6401-6406.
De HLD 64 werd vanaf 1962 vanuit depot Schaarbeek ingezet, maar bleek motorisch onbetrouwbaar. Uiteindelijk is de serie in 1983 afgevoerd.
De 6406 staat met het oorspronkelijk nummer 211.006 opgesteld in het Belgische treinmuseum Train World te Schaarbeek.